# 143622 Robertbloch
143622 Robertbloch este un asteroid din centura principală de asteroizi.

## Descriere
143622 Robertbloch este un asteroid din centura principală de asteroizi. A fost descoperit pe 22 aprilie 2003 la Vicques de Michel Ory. Asteroidul prezintă o orbită caracterizată de o semiaxă mare de 2,32 ua, o excentricitate de 0,06 și o înclinație de 7,1° în raport cu ecliptica.